# 난킨마치

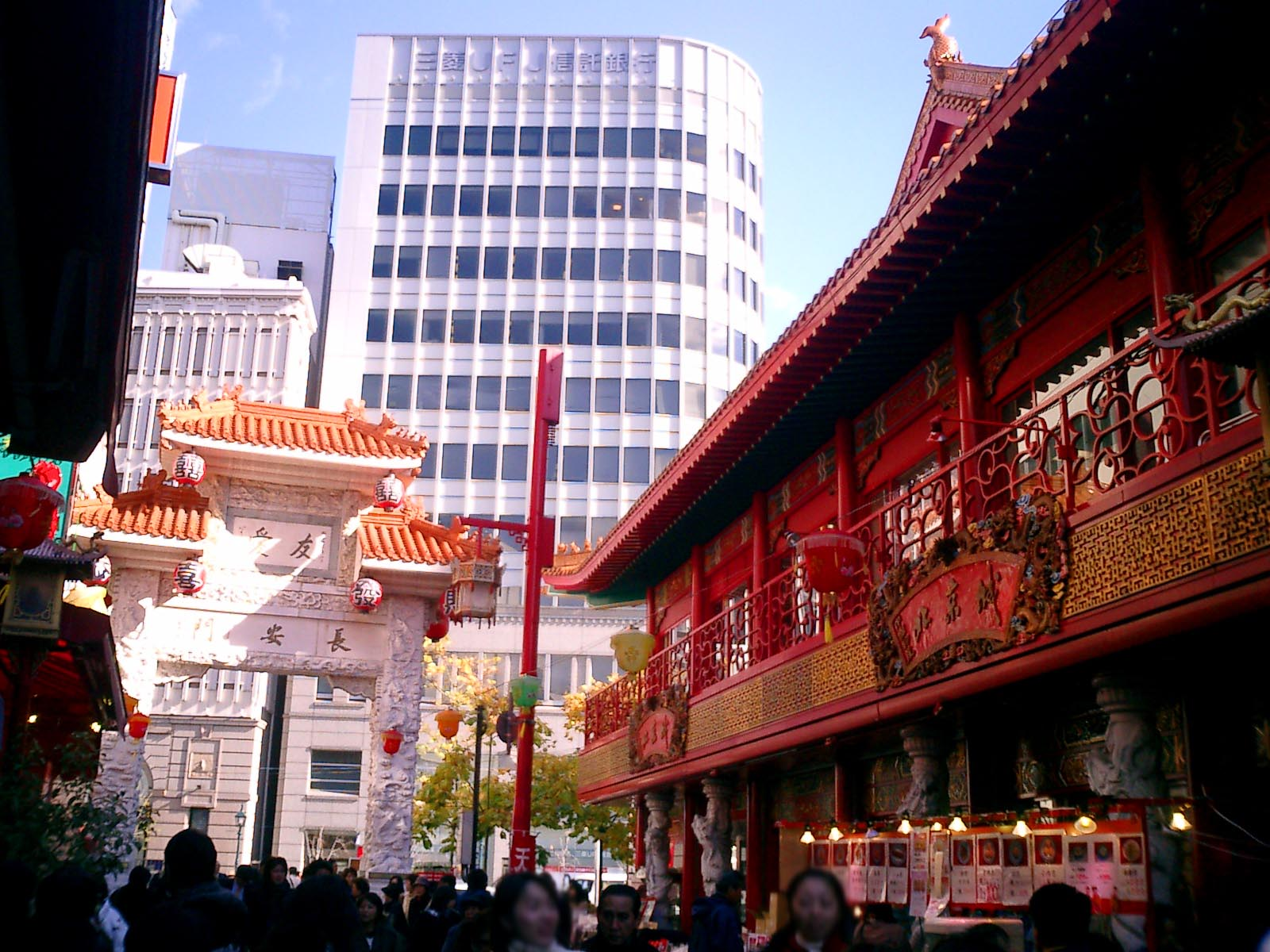
난킨마치

난킨마치(중국어: 南京町, 일본어: 南京町, 영어: Kobe Chinatown)는 일본 효고현 고베시에 있는 일본 4대 차이나타운 중 하나이다.

## 같이 보기
- 차이나타운
  - 요코하마 차이나타운
  - 나가사키 차이나타운
  - 도쿄 이케부쿠로 차이나타운
- 코리아타운
  - 도쿄 신오쿠보 코리아타운
  - 오사카 이쿠노 코리아타운
- 일본의 외국인
  - 재일중국인
  - 재일대만인